# Inge Janssen
Inge Janssen (* 20. April 1989 in Voorburg) ist eine niederländische Ruderin. Sie war 2017 Weltmeisterin.

## Sportliche Karriere
Die 1,82 m große Inge Janssen gewann zusammen mit Elisabeth Hogerwerf bei den U23-Weltmeisterschaften 2011 die Bronzemedaille im Zweier ohne Steuerfrau. 2012 bildeten Inge Janssen und Elisabeth Hogewerf einen Doppelzweier, bei den Olympischen Spielen 2012 ruderten die beiden auf den achten Platz. 
Bei den Europameisterschaften 2013 trat Inge Janssen im Einer an und gewann die Bronzemedaille, bei den Weltmeisterschaften 2013 belegte sie den sechsten Platz. Im Jahr darauf trat sie mit Nicole Beukers im Doppelzweier an. Bei den Europameisterschaften 2014 erreichten die beiden den dritten Platz, vor heimischem Publikum belegten die beiden bei den Weltmeisterschaften in Amsterdam den siebten Platz. 2015 gewann der niederländische Doppelvierer mit Nicole Beukers, Chantal Achterberg, Inge Janssen und Carline Bouw die Silbermedaille bei den Europameisterschaften, bei den Weltmeisterschaften 2015 erkämpfte der Doppelvierer die Bronzemedaille. In die Olympiasaison 2016 startete Janssen und der niederländische Doppelvierer mit einem vierten Platz bei den Europameisterschaften. Bei den Olympischen Spielen 2016 gewannen die Niederländerinnen die Silbermedaille hinter dem deutschen Doppelvierer.
Ebenfalls Silber gewann der niederländische Doppelvierer mit Olivia van Rooijen, Inge Janssen, Sophie Souwer und Nicole Beukers bei den Europameisterschaften 2017. Bei den Vorbereitungsregatten des Ruder-Weltcups 2017 war das Quartett jeweils hinter dem polnischen Vierer ins Ziel gelangt, konnte diesen bei den Weltmeisterschaften jedoch im Zielsprint überholen und sich damit den WM-Titel sichern. 2018 pausierte Inge Janssen. Im Jahr darauf ruderten Roos de Jong, Inge Janssen, Sophie Souwer und Olivia van Rooijen im niederländischen Doppelvierer. Bei den Europameisterschaften 2019 in Luzern gewann die Crew Silber hinter dem deutschen Doppelvierer. Drei Monate später erkämpften die Niederländerinnen in der Besetzung van Rooijen, Janssen, Souwer und Nicole Beukers Bronze bei den Weltmeisterschaften in Linz hinter den Chinesinnen und den Polinnen. 2020 trat der niederländische Doppelvierer in der Besetzung Laila Youssifou, Inge Janssen, Olivia van Rooijen und Nicole Beukers an. Bei den Europameisterschaften in Posen gewannen die Niederländerinnen den Titel vor den Deutschen und den Polinnen. Zu Beginn der Saison 2021 konnten die vier den Titel bei den Europameisterschaften vor dem Boot aus Großbritannien verteidigen. Bei den Olympischen Spielen in Tokio belegte die Crew den sechsten Platz.
Inge Janssen startet für die Utrechter studentische Rudervereinigung Orca.